# Michael Krohn-Dehli
Michael Krohn-Dehli (Kopenhagen, 6. srpnja 1983.) bivši je danski nogometaš i reprezentativac danske nogometne reprezentacije. Za dansku reprezentaciju je skupio preko 55 nastupa i predstavljao je svoju domovinu na Europskom prvenstvu u 2012. godini. Od 29. siječnja 2018. igra za Deportivo de La Coruña.